# Carpilius maculatus
Carpilius maculatus är en kräftdjursart som först beskrevs av Carl von Linné 1758.  Carpilius maculatus ingår i släktet Carpilius och familjen Carpiliidae. Inga underarter finns listade i Catalogue of Life.

## Bildgalleri

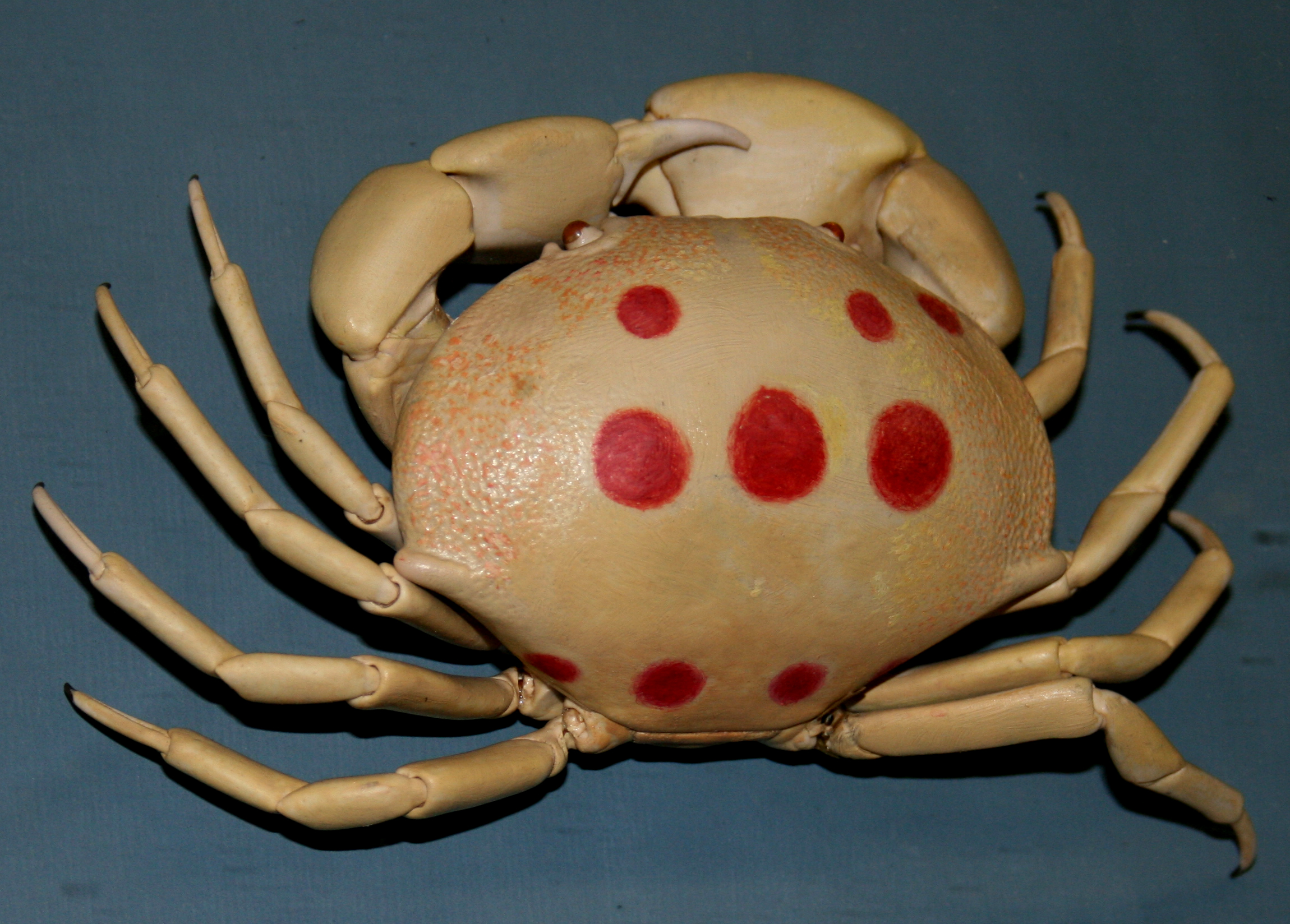